# Herbert Henck
Herbert Henck (Schwalmstadt, 22 luglio 1948 – Zeven, 17 gennaio 2025) è stato un pianista e compositore tedesco, specializzato nell'esecuzione di brani di musica classica contemporanea.

## Biografia
Herbert Henck nacque dal medico Wilhelm Heinrich Helmut Henck (1920–1994) e da Irmgard Maria Elisabeth Franziska, nata Christel, (1925-1966) a Treysa (oggi Schwalmstadt) il 22 luglio 1948.
Avviò la sua formazione come pianista presso la Staatliche Hochschule für Musik und Darstellende Kunst Mannheim di Mannheim e continuò i suoi studi a Stoccarda e Colonia, dove aveva Aloys Kontarsky e Guillaume Diamine come insegnanti. Nel 1975, concluso l'iter con gli esami di concerto, iniziò a lavorare come pianista freelance.
Nella sua carriera,si è dedicato quasi esclusivamente alla musica contemporanea del XX secolo, sulla quale ha anche pubblicato numerosi scritti. Ha interpretato, in particolare, le opere del compositore americano Charles Ives.
Pubblicò tra il 1980 e il 1985 cinque volumi dell'annuario Territoire inconnue - approche de la musique de nos jours, in cui sono raccolti i contributi di oltre cento autori provenienti da tutto il mondo, accomunati dall'appartenere al panorama della Neue Musik. Oltre alla sua carriera di concertista internazionale, che lo ha reso uno dei principali interpreti della musica contemporanea, ha tenuto regolarmente conferenze e master class in molti luoghi.
Herbert Henck registrò oltre 50 dischi, tra cui opere per pianoforte di George Part, Klarenz Barlow, Jean Barraqué, Pierre Boulez, John Cage, Georges Gurdjieff, Norbert von Hannenheim, Thomas de Hartmann, Josef Matthias Hauer, Charles Ives, Charles Koechlin, Federico Mompou, Alexandre Mosolov, Conlon Nancarrow, Hans Otte, Arnold Schönberg, Karlheinz Stockhausen, Johann Ludwig Trepulka e Walter Zimmermann.
Nel 1986 Henck ricevette il Deutscher Kritikerpreis.
È deceduto nel 2025.

## Vita privata
Herbert Henck era sposato ed ebbe una figlia.

## Riconoscimenti
- 1981 - Premio di incentivazione per la musica della terra del Nord Reno-Westfalia
- 1986 - Deutscher Kritikerpreis
- 1989 - Premio Schneider-Schott per la musica (Magonza), in collaborazione con Walter Zimmermann

## Opere principali
- Karlheinz Stockhausens Klavierstück X. Historie, Theorie, Analyse, Praxis, Dokumentation. Ein Beitrag zum Verständnis serieller Kompositionstechnik (Herrenberg 1976, 2. Aufl. u. engl. Übers. Köln 1980)
- Experimentelle Pianistik. Improvisation, Interpretation, Komposition. Schriften zur Klaviermusik 1982 bis 1992 (Mainz: Schott-Verlag, 1994)
- Klaviercluster. Geschichte, Theorie und Praxis einer Klanggestalt, Reihe "Signale aus Köln", Bd. 9 (Münster u. a.: Lit-Verlag, 2004)
- Norbert von Hannenheim. Die Suche nach dem siebenbürgischen Komponisten und seinem Werk (Deinstedt: Kompost-Verlag, 2007)
- Hermann Heiß. Nachträge einer Biografie.  Kompost, Deinstedt 2009, ISBN 978-3-9802341-6-0,
- Ellen Epstein (1898–1942). Eine jüdische Künstlerin aus Schlesien, 2007–2013. Éléments biographiques sur la pianiste Ellen Epstein